# San José de Metán
San José de Metán is een plaats in het Argentijnse bestuurlijke gebied Metán in de provincie  Salta. De plaats telt 28.922 inwoners.

## Ligging
De stad is gelegen in het zuiden van de provincie Salta op ongeveer 160 km afstand van drie grote steden, te weten: Salta, San Salvador de Jujuy en San Miguel de Tucumán.
Verder is Metán gelegen aan de RN 9 en de RN 34, die van Rosario (Santa Fe) tot de grens met Bolivia loopt.

## Populatie
Het inwonertal is van 23.024 inwoners in 1991 naar 27.456 gestegen in 2001. Dit houdt een groei in van 19,2% per 10 jaar.